# Nicolás Morgantini
Nicolás Jorge Morgantini (San Isidro, 11 settembre 1994) è un calciatore argentino, difensore del Lanús.

## Caratteristiche tecniche
È un terzino destro.

## Carriera

### Club
Cresciuto nel settore giovanile del Platense, ha debuttato in prima squadra il 7 dicembre 2013 in occasione dell'incontro di Primera B Metropolitana pareggiato 0-0 contro il Dep. Armenio. Nel 2020 si è trasferito al Lanús dopo oltre 100 partite giocate in seconda e terza divisione.

## Statistiche

### Presenze e reti nei club
Statistiche aggiornate al 1° gennaio 2025.
| Stagione        | Squadra         | Campionato      | Campionato | Campionato | Coppe nazionali | Coppe nazionali | Coppe nazionali | Coppe continentali | Coppe continentali | Coppe continentali | Altre coppe | Altre coppe | Altre coppe | Totale | Totale |
| Stagione        | Squadra         | Comp            | Pres       | Reti       | Comp            | Pres            | Reti            | Comp               | Pres               | Reti               | Comp        | Pres        | Reti        | Pres   | Reti   |
| --------------- | --------------- | --------------- | ---------- | ---------- | --------------- | --------------- | --------------- | ------------------ | ------------------ | ------------------ | ----------- | ----------- | ----------- | ------ | ------ |
| 2013-2014       | Platense        | PBM             | 8          | 0          | -               | -               | -               | -                  | -                  | -                  | -           | -           | -           | 8      | 0      |
| 2014            | Platense        | PBM             | 16         | 1          | -               | -               | -               | -                  | -                  | -                  | -           | -           | -           | 16     | 1      |
| 2015            | Platense        | PBM             | 6          | 0          | CA              | 1               | 0               | -                  | -                  | -                  | -           | -           | -           | 7      | 0      |
| 2016            | Platense        | PBM             | 10         | 0          | -               | -               | -               | -                  | -                  | -                  | -           | -           | -           | 10     | 0      |
| 2016-2017       | Platense        | PBM             | 4          | 0          | -               | -               | -               | -                  | -                  | -                  | -           | -           | -           | 4      | 0      |
| 2017-2018       | Platense        | PBM             | 27         | 0          | CA              | 3               | 0               | -                  | -                  | -                  | -           | -           | -           | 30     | 0      |
| 2018-2019       | Platense        | PBN             | 25         | 2          | CA              | 1               | 0               | -                  | -                  | -                  | -           | -           | -           | 26     | 2      |
| 2019-gen. 2020  | Platense        | PBN             | 15         | 1          | CA              | 0               | 0               | -                  | -                  | -                  | -           | -           | -           | 15     | 1      |
| 2020            | Lanús           | PD              | 0          | 0          | CA+CdS+CM       | 1+1+2           | 0               | CS                 | 3                  | 0                  | -           | -           | -           | 7      | 0      |
| 2021            | Lanús           | PD              | 6          | 0          | CA+CdL          | 0+2             | 0               | CS                 | 1                  | 0                  | -           | -           | -           | 9      | 0      |
| 2022            | Platense        | PD              | 23         | 2          | CA+CdL          | 1+8             | 0               | -                  | -                  | -                  | -           | -           | -           | 32     | 2      |
| 2023            | Platense        | PD              | 18         | 1          | CA+CdL          | 1+8             | 0+1             | -                  | -                  | -                  | -           | -           | -           | 27     | 2      |
| Totale Platense | Totale Platense | Totale Platense | 152        | 7          |                 | 23              | 1               |                    | -                  | -                  |             | -           | -           | 175    | 8      |
| 2024            | Lanús           | PD              | 14         | 0          | CA+CdL          | 1+4             | 0               | CS                 | 5                  | 0                  | -           | -           | -           | 24     | 0      |
| 2025            | Lanús           | PD              | 0          | 0          | CA              | 0               | 0               | CS                 | 0                  | 0                  | -           | -           | -           | 0      | 0      |
| Totale Lanús    | Totale Lanús    | Totale Lanús    | 20         | 0          |                 | 11              | 0               |                    | 9                  | 0                  |             | -           | -           | 40     | 0      |
| Totale carriera | Totale carriera | Totale carriera | 172        | 7          |                 | 34              | 1               |                    | 9                  | 0                  |             | -           | -           | 215    | 8      |